# Tuberocephalus sasakii
Tuberocephalus sasakii är en insektsart som först beskrevs av Matsumura 1917.  Tuberocephalus sasakii ingår i släktet Tuberocephalus och familjen långrörsbladlöss. Inga underarter finns listade i Catalogue of Life.